# Hansjochem Autrum

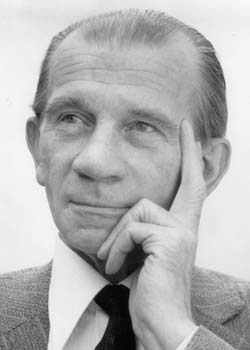
Hansjochem Autrum

Hansjochem Otto Autrum (* 6. Februar 1907 in Bromberg, Provinz Westpreußen; † 23. August 2003 in München) war ein deutscher Zoologe mit dem Spezialgebiet Sinnes- und Nervenphysiologie.

## Leben und Wirken
Autrum war der Sohn des Postbeamten Otto Autrum, der zuletzt Präsident der Reichspostdirektion Königsberg war. Seit 1912 lebte er in Berlin. Im Wintersemester 1925/26 schrieb er sich an der Friedrich-Wilhelms-Universität für Mathematik und Physik ein, Biologie wählte er zunächst nur als Ergänzungsfach. Im Juli 1931 promovierte er beim Zoologen Richard Hesse. 
Nach der Promotion gab es am Zoologischen Institut keine Stelle für ihn: 1929 hatte die Weltwirtschaftskrise begonnen, im Sommer 1931 (siehe Deutsche Bankenkrise) praktizierte das Kabinett Brüning I eine strenge Austeritätspolitik und die Arbeitslosenquote war hoch. 
Autrum schrieb in seiner Autobiografie, seine Promotionsarbeit sei „nie wieder zitiert worden“. Er bestritt seinen Lebensunterhalt in den folgenden Jahren vor allem durch Erteilen von Nachhilfeunterricht.
Zum 1. Mai 1933 trat Autrum der NSDAP (Mitgliedsnummer 2.021.909) und am 10. Juli 1933 der SA bei, er war auch Mitglied im NSDDB. Im Wintersemester 1933/34 leitete er in der Fachabteilung Biologie der naturwissenschaftlichen Fachschaft der Universität Berlin eine Arbeitsgemeinschaft mit dem Thema „Rasse und Volkstum“. Der Leiter der Fachschaft Martin Schultze bescheinigte ihm mit Schreiben vom 14. August 1935: „Er leitete mehrfach Exkursionen und Wissenschaftslager ..., deren wissenschaftliche, weltanschauliche  und politische Ausrichtung nicht nur einwandfrei war, sondern als Aufbauarbeit im besten Sinne zu werten ist. Ka. [Kamerad] Autrum ist in jeder Weise befähigt, weiterhin führend in der Studentenschaft mitzuwirken.“ 1935 begann Autrums Karriere als Assistent am Zoologischen Institut, wo er die Stelle eines entlassenen jüdischen Assistenten erhielt. 1939 habilitierte er sich, wechselte als Dozent in die Chefabteilung des Luftfahrtmedizinischen Forschungsinstituts des Reichsluftfahrtministers Göring und wurde dort Mitarbeiter des Leiters des Sanitätswesens der Luftwaffe. Im Zweiten Weltkrieg war an das luftfahrtmedizinische Forschungsinstitut dienstverpflichtet. Dieses wurde 1944 von Berlin nach Welkersdorf in Niederschlesien verlagert.
Vor der näherrückenden Ostfront flohen Autrum und seine Mitarbeiter und Apparaturen nach Göttingen. Dort wurde er noch 1945 Assistent bei Professor Henke. 1948 wurde er außerplanmäßiger Professor an der Universität Göttingen und 1952 Ordinarius an der Universität Würzburg. 1958 übernahm er den Lehrstuhl von Karl von Frisch und führte bis zu seiner Emeritierung das Zoologische Institut der Universität München. Ab  ca. 1965 war Autrum Vorsitzender der Hochschul-Planungskommission in Bayern und initiierte in dieser Funktion u. a. die Gründung der Universitäten in Regensburg und in Bayreuth.
Zu seinen vielfältigen Forschungsgebieten gehörten Arbeiten über die Physiologie des Farbensehens bei Insekten und Wirbeltieren sowie Arbeiten über sozial bedingten Stress bei Säugetieren. Die wissenschaftlichen Leistungen Hansjochem Autrums gelten als unbestritten und spiegeln sich auch in den vielen Ehrungen nach dem Zweiten Weltkrieg wider. In München war er, auch noch nach seiner Emeritierung, Herausgeber der biologischen Fachzeitschrift Naturwissenschaften.
Aus der großen Schar seiner Schüler besetzten einige die seit Ende der 1960er Jahre freigewordenen bzw. neugeschaffenen Lehrstühle für Zoologie an diversen deutschen Universitäten. Hierzu zählten Helmut Altner in Regensburg und Dietrich von Holst in Bayreuth.
Autrum war verheiratet und hatte eine Tochter. Er liebte Musik und spielte selbst Klarinette.

## Kritik
Autrums Eintritt in die NSDAP 1933, seine Mitgliedschaft in der SA und seine erfolgreiche Karriere 1939 bis 1945 im Luftfahrtmedizinischen Forschungsinstituts des Reichsluftfahrtministerium als Mitarbeiter des Leiters des Sanitätswesens der Luftwaffe Hubertus Strughold waren insbesondere nach seinem Tod Anlass zu kritischen Anmerkungen, die wiederum von seinen Anhängern heftig zurückgewiesen wurden.
Es gibt Dokumente mit Hinweisen, dass Autrum sich von Luftwaffenseite aus dafür ausgesprochen hat, die von Sigmund Rascher unter der Verantwortung Heinrich Himmler mit KZ-Häftlingen durchgeführten scheinwissenschaftlichen Menschenversuche zur Überlebensfähigkeit von im Eismeer notgelandeten bzw. starken Druckverlusten ausgesetzten Kampfpiloten einzustellen, da er wie Hubertus Strughold Tierversuche für ausreichend und besser geeignet hielt.
Hansjochem Autrum erhielt von der amerikanischen Besatzungsmacht kurzfristig wieder die Gelegenheit, seine Forschungstätigkeit fortzusetzen, wobei ihr nach entsprechenden Quellen auch ein hohes Eigeninteresse an den Ergebnissen unterstellt werden darf.
Auch in der Nachkriegszeit äußerte sich Autrum in fragwürdiger Weise. So schrieb er in seiner 1996 erschienenen Biografie, in der heutigen Gesellschaft käme der „Terror der Unvernunft“ von unten: „Waldsterben, Robbensterben, Tierschutz, Retortenbaby sind nur einige Beispiele für solchen Terror von unten“. Bezüglich der persönlichen Einstellung Autrums zu Fragen mit nationalem/internationalem Bezug gibt der Mediziner und Biologe Svante Pääbo, den Autrum zum „internationalen Schrott“ zählte, in seinem Werk Die Neandertaler und wir: Meine Suche nach den Urzeit-Genen einen Einblick.

## Ämter, Auszeichnungen und Ehrungen
- ab 1957 Mitglied der Gelehrtenakademie Leopoldina
- ab 1958 Mitglied der Bayerischen Akademie der Wissenschaften
- 1961 bis 1967 Vizepräsident der Deutschen Forschungsgemeinschaft
- 1965 bis 1976 Vorsitzender der Hochschulplanungskommission
- 1966 Feldberg Foundation Prize
- 1977 Aufnahme in den Orden Pour le Mérite für Wissenschaften und Künste
- 1984 Bayerischer Maximiliansorden für Wissenschaft und Kunst
- Autrum zu Ehren erhielt ein Hörsaal im Gebäude Naturwissenschaften I der Universität Bayreuth seinen Namen. Im April 2019 wurde das entsprechende Schild an dessen Eingang wieder entfernt.